# Фостер, Джон Уотсон
Джон Уотсон Фостер (англ. John Watson Foster; 2 марта 1836 — 15 ноября 1917) — американский политик-республиканец, 32-й Госсекретарь США, дипломат.

## Биография
Джон Фостер родился Питерсберге, но вскоре переехал вместе с родителями в Эвансвилл, Индиана. B 1855 году окончил Индианский университет в Блумингтоне. Затем получил образование в Юридической школе Гарвардского университета. До 1861 года занимался адвокатской практикой в Эвансвилле. Во время Гражданской войны воевал на стороне США в звании майора, но после взятия форта Донелсон получил полковника. В его подчинении находился 136-й пехотный полк Индианы.
После войны устроился редактором в Evansville Daily. Под его руководством это издание стало основным республиканским изданием в регионе. С 1873 по 1885 год находился на дипломатической службе поочерёдно в Мексике, России, и Испании.
В 1885—1892 вёл адвокатскую практику в Эвансвилле. 29 июня 1892 года президент Бенджамин Гаррисон назначил Фостера Госсекретарём США. На этом посту занимался проблемой Гавайев. Ушёл в отставку 23 февраля 1893 года.
После ухода из федерального правительства Фостер возобновил дипломатическую деятельность. В 1895 году он представлял интересы Китая на мирных переговорах, окончивших Японо-китайскую войну. В 1907 году также представлял Китай на Гаагской конференции.
Фостер был соучредителем Американского общества международного права (1906) и Фонда Эндрю Карнеги за мир во всём мире (1910). Хотя большую часть жизни был пацифистом, в 1917 году всё же выступал за вступление США в Первую мировую войну.
Скончался 15 ноября 1917 года.